# Pterobryella speciosissima
Pterobryella speciosissima är en bladmossart som beskrevs av C. Müller in Bescherelle 1878. Pterobryella speciosissima ingår i släktet Pterobryella och familjen Pterobryaceae. Inga underarter finns listade i Catalogue of Life.